# Wimbledon Stadium
Wimbledon Stadium, también conocido como Wimbledon Greyhound Stadium fue un estadio con pista para carreras de galgos localizado en Wimbledon, en el suroeste de Londres. También albergó carreras de speedway y stock cars. Cerró sus puertas en marzo de 2017, siendo el último canódromo de Londres en activo.
En 1978, la banda británica Queen grabó el polémico clip de "Bicycle Race" en el estadio, con más de 60 modelos femeninas profesionales montando en bicicleta desnudas alrededor del estadio.